# Canton d'Aix-les-Bains-Nord-Grésy
Le canton d'Aix-les-Bains-Nord-Grésy est une ancienne division administrative française, qui était située dans le département de la Savoie et la région Auvergne-Rhône-Alpes.
Il disparait en 2015 à la suite du redécoupage cantonal de 2014.

## Histoire
Le canton d'Aix-les-Bains-Nord-Grésy a été créé par le décret du 23 janvier 1985. Ce dernier fait ainsi disparaître les cantons d'Aix-les-Bains et de Grésy-sur-Aix pour être remplacés par les trois cantons suivants : Aix-les-Bains-Nord-Grésy ; Aix-les-Bains-Centre et Aix-les-Bains-Sud.

## Composition
Le canton d'Aix-les-Bains-Nord-Grésy regroupe les communes suivantes :
| Nom                       | Code Insee | Intercommunalité     | Population (dernière pop. légale)              |
| ------------------------- | ---------- | -------------------- | ---------------------------------------------- |
| Aix-les-Bains (chef-lieu) | 73008      | CA Grand Lac         | Fraction : 7 638(2012) Commune : 30 291 (2014) |
| Brison-Saint-Innocent     | 73059      | CA Grand Lac         | 2 132 (2014)                                   |
| Grésy-sur-Aix             | 73128      | CA Grand Lac         | 4 416 (2014)                                   |
| Montcel                   | 73164      | CA Grand Lac         | 954 (2014)                                     |
| Pugny-Chatenod            | 73208      | CA Grand Lac         | 968 (2014)                                     |
| Saint-Offenge-Dessous     | 73263      | CA du Lac du Bourget | 692 (2012)                                     |
| Saint-Offenge-Dessus      | 73264      | CA du Lac du Bourget | 278 (2012)                                     |
| Trévignin                 | 73301      | CA Grand Lac         | 772 (2014)                                     |

Pour la commune d'Aix-les-Bains, seule sa partie nord fait partie de ce canton.

## Représentation
| Période                                  | Période | Identité     | Étiquette | Qualité                                                                            |
| ---------------------------------------- | ------- | ------------ | --------- | ---------------------------------------------------------------------------------- |
| 1973                                     | 1985    | Jean Murguet | DVD       | Adjoint au Maire d'Aix-les-Bains Élu en 1985 dans le Canton d'Aix-les-Bains-Centre |
| 1985                                     | 1998    | Maurice Adam | RPR       | Conseiller municipal d'Aix-les-Bains                                               |
| 1998                                     | 2015    | Robert Clerc | DVD       | Maire de Grésy-sur-Aix (1993-2020) Vice-Président délégué du Conseil Général       |
| Les données manquantes sont à compléter. |         |              |           |                                                                                    |

## Démographie
| 1990   | 1999   | 2006   | 2011   | 2012   |
| ------ | ------ | ------ | ------ | ------ |
| 13 405 | 14 692 | 16 333 | 17 455 | 17 590 |